# IKCO Soren
O IKCO Samand Soren é um automóvel fabricado pela Iran Khodro (IKCO). É uma versão reestilizada do IKCO Samand, lançada pela primeira vez no início de 2007. Ele vem com um airbag para o motorista, pré-tensionadores, ajustador de altura do farol e antena ativa. Ele recebeu o nome de Surena, um antigo aspabedes (general) parta.

## Soren ELX
O Samand Soren ELX é uma versão modificada do Samand Soren, lançado em 2008. Ele tem uma série de novas opções de segurança, incluindo ESP (como uma opção) e um airbag para o passageiro dianteiro. Ele também tem um novo design de interior, incluindo um novo painel e painel de instrumentos. Seus sistemas elétricos são totalmente digitalizados.
Há três motores disponíveis para o Samand Soren ELX:
- EF7
- EF7TC
- Peugeot TU5JP4